# Никитин, Владимир Николаевич (учёный)
Владимир Николаевич Никитин (7 августа 1907, Архангельск, Архангельская губерния, Российская империя — 6 января 1993, Харьков, Украина) — советский и украинский физиолог, академик АН УССР, ученик А. В. Нагорного.

## Биография
Родился 7 августа 1907 года в Архангельске. Через некоторое время после рождения переехал в Харьков, где в 1924 году поступил в ХГУ, который он окончил в 1929 году. С 1933 по 1941 год работал в Харьковский зоотехнический институт. В 1941 году в связи с началом ВОВ был эвакуирован в Сибирь и попал в город Новосибирск, где с 1941 по 1943 год работал в Новосибирском сельскохозяйственном институте. После ослабления боёв в ходе ВОВ, в 1943 году вернулся в Харьков и перевосстановился в Новосибирском зоотехническом институте и работал вплоть до 1953 года. С 1953 по 1993 год занимал должность директора НИИ биологии, а также заведовал кафедрой физиологии ХГУ.
Скончался 6 января 1993 года в Харькове.

## Научные работы
Основные научные работы посвящены проблемам возрастной физиологии, биохимии и биофизики.

## Избранные сочинения
- Никитин В. Н. «Гематологический атлас сельскохозяйственных и лабораторных животных», 1956.

## Членство в обществах
- 1967-91 — Академик АН УССР.